# Platypalpus baldensis
Platypalpus baldensis är en tvåvingeart som först beskrevs av Gabriel Strobl 1899.  Platypalpus baldensis ingår i släktet Platypalpus och familjen puckeldansflugor. Inga underarter finns listade i Catalogue of Life.